# Lóznavölgy
Lóznavölgy település Romániában, Szilágy megyében.

## Fekvése
Zsibótól keletre fekvő település.

## Története
Lóznavölgy nevét 1338-ban említette először oklevél locus Laznapataka néven.
1913-ban Loznavölgy Szolnok-Doboka vármegye Csákigorbói járásához tartozott.